# Abrilumab
L'abrilumab (AMG 181 secondo la Denominazione Comune Internazionale) è un anticorpo monoclonale umano prodotto dalla casa farmaceutica MedImmune e progettato per il trattamento delle malattie infiammatorie croniche intestinali, della colite ulcerosa e della malattia di Crohn.